# Teruo Abe
Teruo Abe (安部 輝雄, Abe Teruo) was een Japans voetballer die als verdediger speelde.

## Japans voetbalelftal
Teruo Abe maakte op 13 mei 1934 zijn debuut in het Japans voetbalelftal tijdens een Spelen van het Verre Oosten tegen Nederlands-Indië. Teruo Abe debuteerde in 1934 in het Japans nationaal elftal en speelde 2 interlands.

## Statistieken
| Japans voetbalelftal | Japans voetbalelftal | Japans voetbalelftal |
| Jaar                 | Wed.                 | Dlp.                 |
| -------------------- | -------------------- | -------------------- |
| 1934                 | 2                    | 0                    |
| Totaal               | 2                    | 0                    |